# 仙台市立館小学校
仙台市立館小学校（せんだいしりつ やかたしょうがっこう）は、宮城県仙台市泉区館7丁目にある公立小学校である。

## 概要
泉ビレジ内の人口増に伴い、従来の実沢小学校だけでは対応できず、団地内に新設の館小学校が開校した。

## 沿革
出典
- 1987年（昭和62年）7月 - 起工式挙行。
- 1988年（昭和63年）
  - 4月1日 - 仙台市立実沢小学校より分離開校。
  - 4月x日 - 第1回入学式挙行。
- 1989年（平成元年）
  - 4月 - 学校環境緑化工事。
  - 9月 - 第1回もみの木まつり開催。
- 1990年（平成2年）
  - 6月 - 学校農園設置。
  - 9月 - 学校周辺植樹実施。
- 1991年（平成3年）1月 - インターナショナルスクール交流会開催。
- 1992年（平成4年）11月 - 築山改修工事実施。
- 1993年（平成5年）2月 - 飼育小屋設置。
- 1994年（平成6年）10月 - 増築校舎南校舎完成。
- 1995年（平成7年）
  - 9月 - プール側花壇設置。
  - 12月 - 車いすトイレ設置。
- 1996年（平成8年）3月 - 玄関前の花壇と舗装工事完成。
- 1997年（平成9年）
  - 3月 - 児童会の歌披露。
  - 12月 - 防災備蓄倉庫設置。
- 1998年（平成10年）9月 - 創立10周年記念式典挙行。
- 1999年（平成11年）3月 - コンピュータ室設置。
- 2000年（平成12年）
  - 4月 - 特別支援学級新設（1）。
  - 6月 - 学校農園設置。
- 2001年（平成13年）3月 - 太陽光発電システム設置。
- 2002年（平成14年）4月 - 特別支援学級新設（2）。
- 2003年（平成15年）10月 - 校庭暗渠工事。
- 2004年（平成16年）12月 - 国際交流会開催。
- 2005年（平成17年）10月 - 校内LAN工事。
- 2007年（平成19年）12月 - 20周年記念プレ事業「ようこそ先輩・ゆめ授業」実施。
- 2008年（平成20年）10月 - 創立20周年記念式典挙行。
- 2009年（平成21年）5月 - グリーンパーク（水田等）整備。
- 2010年（平成22年） - 高学年教科担任制導入。
- 2018年（平成30年）11月 - 創立30周年記念式典挙行。

## 通学区域
出典
- 館1丁目
- 館2丁目
- 館3丁目
- 館4丁目
- 館5丁目
- 館6丁目
- 館7丁目
- 小角（字芦沢）
- 実沢（字居久根山、字入八乙女滝下、字釜ケ沢、字前沢、字釜ケ沢山、字搦目、字橘川屋敷、字木村持山堤下、字新松山、字関場上、字堰場下、字関場屋敷、字館後、字館沢、字館沢堤下、字館西谷地、字館前上、字館前下、字館前中、字館屋敷、字段ノ原、字飛観音、字道祖神、字西山、字二ノ関本、字萩屋敷、字萩屋敷欠下、字萩屋敷西沢、字早坂下、字番堂山、字細椚天皇、字向山、字餅田、字八乙女、字八乙女魚留、字八乙女下屋敷一番、字八女下屋敷二番、字八乙女堰上、字八乙女出戸（2番を除く）、字八乙女札原、字八乙女札原下、字八乙女前、字八乙女持山、字八乙女屋敷）
- 西田中（字三森山）

## 進学先
出典
公立学校に進学する場合
- 仙台市立館中学校

## 周辺
- 仙台市立館さくら公園 - 敷地が隣接。
- 東北高等学校泉キャンパス - 敷地が隣接。
- 泉ビレジゴルフガーデン - 敷地が隣接。
- 泉館郵便局
- 薬王堂仙台泉館店
- 仙台市館児童センター
- 仙台市館コミュニティセンター
- 仙台市館老人憩の家
- 仙台市立館中央公園
- 仙台市立館中学校

## アクセス
- 仙台市営バス「泉ビレジ二丁目」停留所から、
  - 泉ビレジ五丁目（泉中央駅行）・泉中央駅・仙台駅前方面行のりばから、徒歩約140m・約2分。
  - 実沢営業所・根白下町・泉ビレジ五丁目（仙台駅前発）方面行のりばから、徒歩約120m・約2分。